# Exército Sérvio de Krajina
O Exército Sérvio de Krajina (ESK, em servo-croata: Srpska vojska Krajine, Српска војска Крајине, abr. SVK), também conhecido como Exército da República Sérvia de Krajina, foi as forças armadas da República Sérvia de Krajina (RSK). O SVK era composto por elementos terrestres e aéreos.
Criado por meio da fusão da Defesa Territorial da República Sérvia de Krajina (TORSK), unidades do Exército Popular Iugoslavo (JNA) e da Milícia de Krajina, o SVK foi oficialmente estabelecido em 19 de março de 1992. Responsável pela segurança do RSK, sua área de responsabilidade cobria uma área de cerca de 17.028km² no seu auge, por estar localizada inteiramente no interior, não possuía forças navais. O SVK, juntamente com a República Sérvia de Krajina, deixaram de existir em 1995 após a ofensiva militar croata Operação Tempestade.

## Organização

### Comandantes em Chefe
| N° | Retrato | Comandante em Chefe (Nascimento-Morte) | Mandato                 | Mandato                 | Mandato         | Partido |
| N° | Retrato | Comandante em Chefe (Nascimento-Morte) | Posse                   | Fim                     | Tempo no cargo  | Partido |
| -- | ------- | -------------------------------------- | ----------------------- | ----------------------- | --------------- | ------- |
| 1  |         | Milan Babić (1956–2006)                | 19 de dezembro de 1991  | 16 de fevereiro de 1992 | 1 mês           | SDS     |
| –  |         | Goran Hadžić (1958–2016)               | 26 de fevereiro de 1992 | 12 de dezembro de 1993  | 1 ano e 6 meses | SDS     |
| 2  |         | Milan Babić (1956–2006)                | 12 de dezembro de 1993  | 23 de janeiro de 1994   | 1 mês           | SDS     |
| –  |         | Milan Martić (1954–)                   | 23 de janeiro de 1994   | 7 de agosto de 1995     | 1 ano e 9 meses | SPS     |

### Comandantes

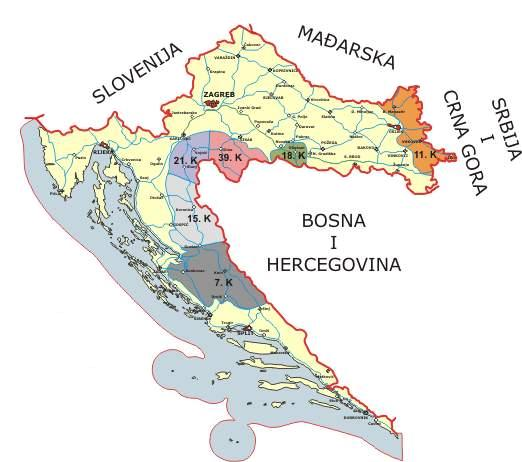
Organização territorial do SVK

| N° | Retrato | Comandante                               | Mandato | Mandato        | Ramo     |
| N° | Retrato | Comandante                               | Posse   | Fim do Mandato | Ramo     |
| -- | ------- | ---------------------------------------- | ------- | -------------- | -------- |
| 1  |         | Major-general Mile Novaković (1950–2015) | 1992    | 1994           | Exército |
| 2  |         | Major-general Milan Čeleketić (1946–)    | 1994    | 1995           | Exército |
| 3  |         | Major-general Mile Mrkšić (1947–2015)    | 1995    | 1995           | Exército |

### Estrutura
- 105ª Brigada de Aviação

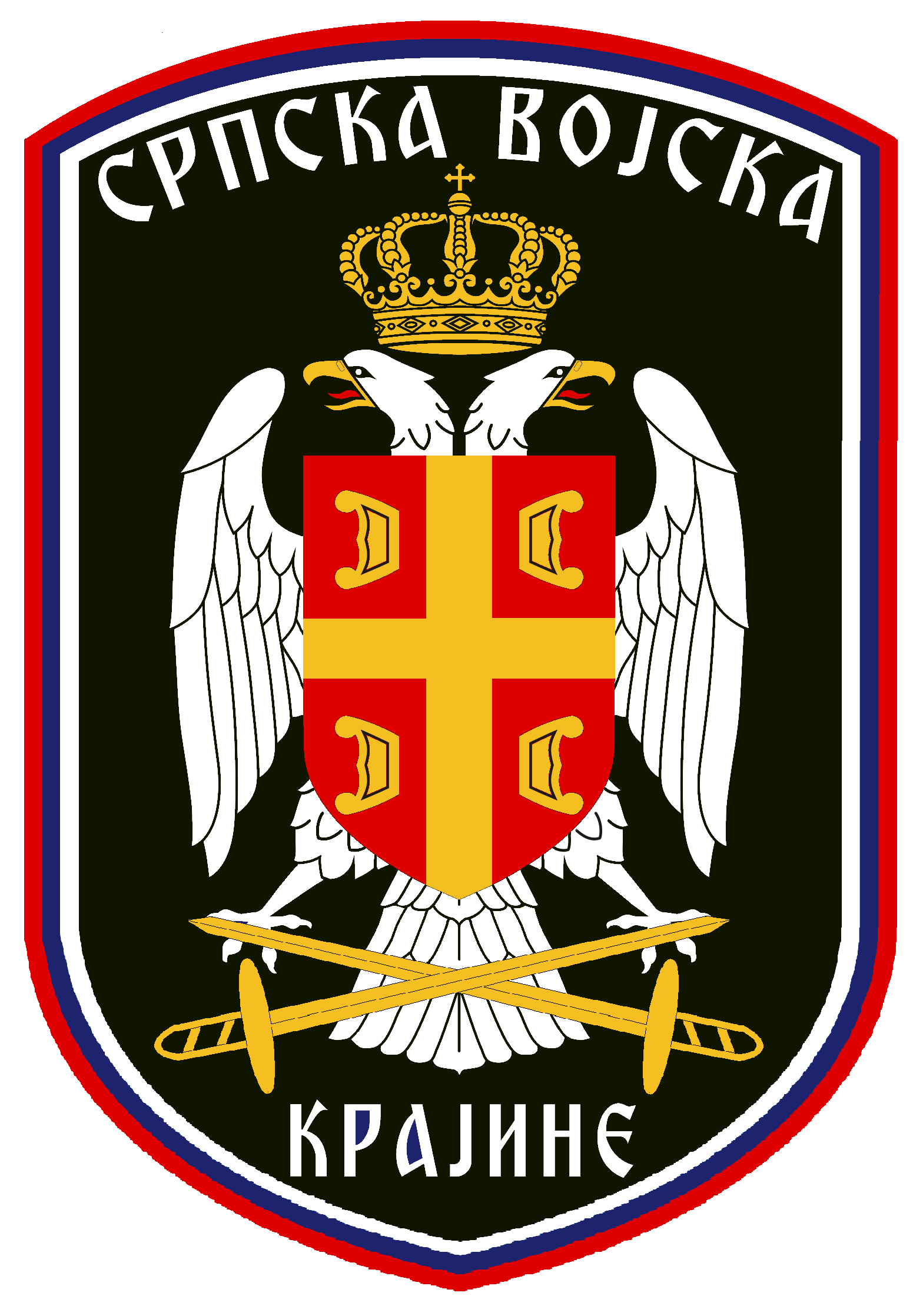
Emblema de Cabo do SVK, 1993–1995

- 44ª Brigada de Foguetes de Defesa Aérea
- 75ª Brigada de Artilharia Mista
- Grupo Operacional "Pauk"
- 1ª Brigada Motorizada de Guardas
- 2ª Brigada Motorizada de Guardas
- Corpo de Forças Especiais
- 7º Corpo da Dalmácia (Dalmatinski)
- 15º Corpo de Lika (Lički)
- 21º Corpo de Kordun (Bordunski)
- 39º corpo de Banija (Banijski)
- 18º Corpo da Eslavônia Ocidental (Zapadnoslavonski)
- 11º Corpo da Eslavônia Oriental (Istočnoslavonski)

Na criação do exército, foi planejado que seu número seria de 80.000 pessoas, porém acabou sendo menos.
- Segundo o Coronel Kosta Novaković: 62.483 (772 oficiais, 2.709 suboficiais e 59.002 soldados) ou 78% do número planeado. [2]
- Segundo o Estado-Maior em 1994: 62.805 (2.890 oficiais, 4.329 suboficiais e 55.886 soldados). [3]
- Segundo o General Milisav Sekulić: 71.409 (3.291 oficiais, 3.424 suboficiais e 60.496 soldados). [3]

## Equipamento

### Veículos

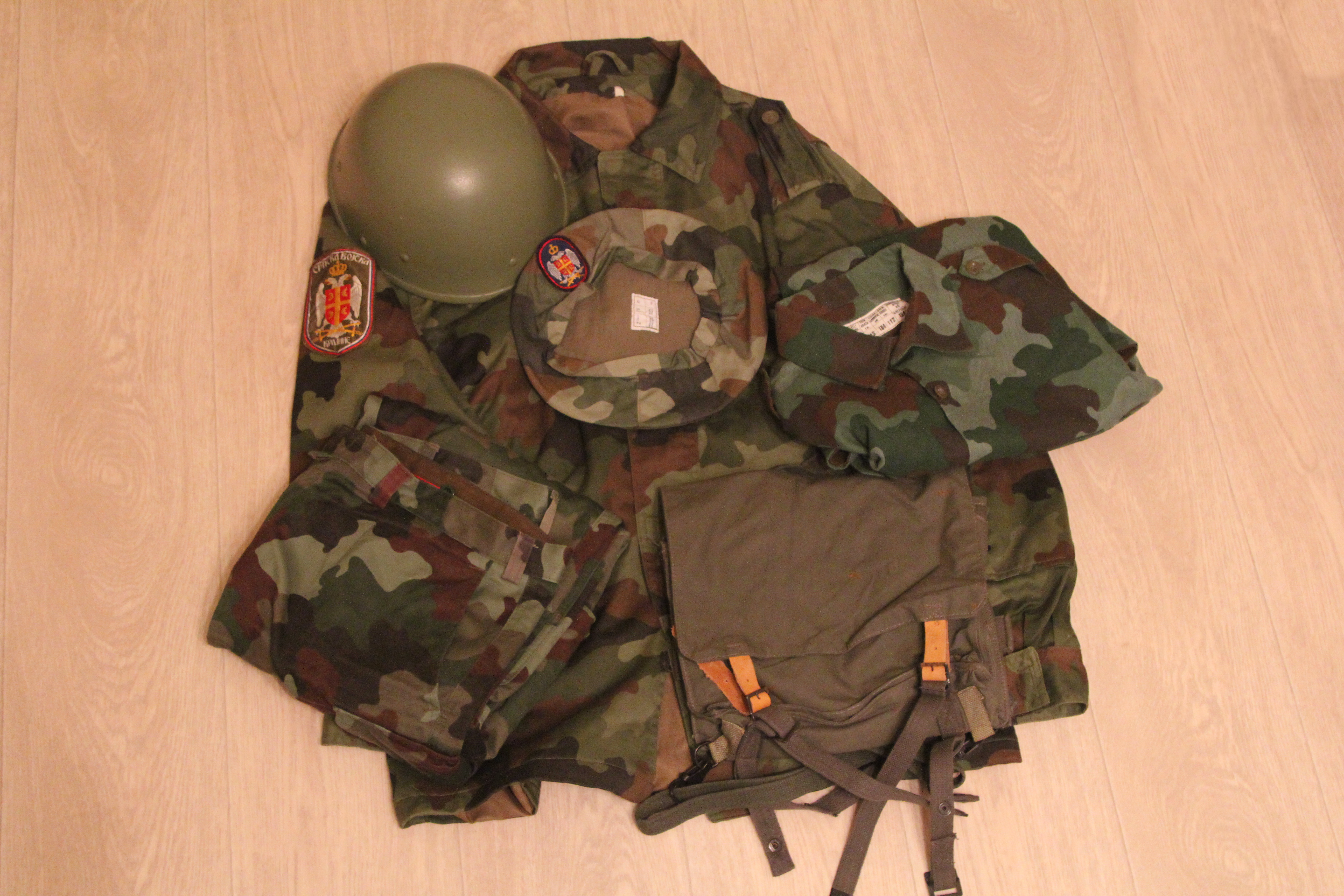
Uniforme do SVK

Em 1995, o Instituto Internacional de Estudos Estratégicos (IISS) estimou que o SVK tinha um total de 250 tanques e 100 veículos blindados de transporte de pessoal. 
| Nome                          | Tipo                                      | Origem                      | Notas                     |
| Tanques                       | Tanques                                   | Tanques                     | Tanques                   |
| ----------------------------- | ----------------------------------------- | --------------------------- | ------------------------- |
| T-34                          | Tanque médio                              | União Soviética             | [ 4 ]                     |
| T-55                          | Tanque de batalha principal               | União Soviética             | [ 4 ]                     |
| M-84                          | Tanque de batalha principal               | Iugoslávia                  | [ 4 ]                     |
| Veículos blindados de combate |                                           |                             |                           |
| BVP M-80                      | Veículo de combate de infantaria          | Iugoslávia                  | [ 4 ]                     |
| OT M-60                       | Veículo blindado de transporte de pessoal | Iugoslávia                  | Variante M-60P utilizada. |
| Trens blindados               |                                           |                             |                           |
| Expresso Krajina              | Trem blindado                             | República Sérvia de Krajina | [ 5 ]                     |

### Artilharia
Em 1995, o IISS estimou que o SVK possuía um total de 200 peças de artilharia de calibres variados, 14 lançadores múltiplos de foguetes e um número desconhecido de morteiros de 81 mm, 82 mm e 120 mm. 
| Nome                             | Tipo                          | Origem              | Calibre             | Notas                                    |
| Artilharia rebocada              | Artilharia rebocada           | Artilharia rebocada | Artilharia rebocada | Artilharia rebocada                      |
| -------------------------------- | ----------------------------- | ------------------- | ------------------- | ---------------------------------------- |
| M1942 de 76mm (ZiS-3)            | Arma de campo                 | União Soviética     | 76mm                | [ 4 ]                                    |
| Obus M-56                        | Obuseiro                      | Iugoslávia          | 105mm               | [ 4 ]                                    |
| 2A18 (D-30)                      | Obuseiro                      | União Soviética     | 122mm               | [ 4 ]                                    |
| M1931/37 (A-19)                  | Arma de campo                 | União Soviética     | 122mm               | [ 4 ]                                    |
| M1954 (M-46)                     | Arma de campo                 | União Soviética     | 130mm               | [ 4 ]                                    |
| Obus M-65                        | Obuseiro                      | Iugoslávia          | 155mm               | Cópia iugoslava do obus M114 de 155 mm . |
| Lançadores de foguetes múltiplos |                               |                     |                     |                                          |
| M-63 Plamen                      | Lançador múltiplo de foguetes | Iugoslávia          | 128mm               | [ 4 ]                                    |

### Antitanques
| Nome               | Tipo                     | Origem             | Calibre            | Notas                      |
| Mísseis antitanque | Mísseis antitanque       | Mísseis antitanque | Mísseis antitanque | Mísseis antitanque         |
| ------------------ | ------------------------ | ------------------ | ------------------ | -------------------------- |
| 9M14 Malyutka      | Míssil guiado antitanque | União Soviética    | 125mm              | Também montado em BOV-1s . |
| Armas sem recuo    |                          |                    |                    |                            |
| M60                | Canhão sem recuo         | Iugoslávia         | 82mm               | [ 4 ]                      |
| M65                | Canhão sem recuo         | Iugoslávia         | 105mm              | [ 4 ]                      |
| Armas antitanque   |                          |                    |                    |                            |
| MT-12              | Canhão antitanque        | União Soviética    | 100mm              | 30 em serviço em 1995.     |

### Aeronaves
Em 1995, o IISS estimou que o SVK tinha 16 aeronaves de combate de asa fixa e 9 helicópteros em serviço. 
| Nome                 | Tipo                    | Origem               | Notas                                                  |                      |
| Aeronave de asa fixa | Aeronave de asa fixa    | Aeronave de asa fixa | Aeronave de asa fixa                                   | Aeronave de asa fixa |
| -------------------- | ----------------------- | -------------------- | ------------------------------------------------------ | -------------------- |
| SOKO G-2 Galeb       | Treinador / Ataque leve | Iugoslávia           | [ 4 ]                                                  |                      |
| SOKO J-22 Orao       | Ataque                  | Iugoslávia           | [ 4 ]                                                  |                      |
| Helicópteros         |                         |                      |                                                        |                      |
| Gazela SOKO          | Utilitário              | Iugoslávia           | Versão construída sob licença do Aérospatiale Gazelle. |                      |
| Mil Mi-8             | Transporte              | União Soviética      | [ 4 ]                                                  |                      |

### Defesa aérea
| Nome             | Tipo                            | Origem           | Calibre          | Notas                            |
| Armas antiaéreas | Armas antiaéreas                | Armas antiaéreas | Armas antiaéreas | Armas antiaéreas                 |
| ---------------- | ------------------------------- | ---------------- | ---------------- | -------------------------------- |
| Zastava M55      | Canhão antiaéreo                | Iugoslávia       | 20mm             | A variante M75 também foi usada. |
| M-53/59 Praga    | Canhão antiaéreo autopropulsado | Tchecoslováquia  | 30mm             | [ 4 ]                            |
| ZSU-57-2         | Canhão antiaéreo autopropulsado | União Soviética  | 57mm             | [ 4 ]                            |

### Galeria

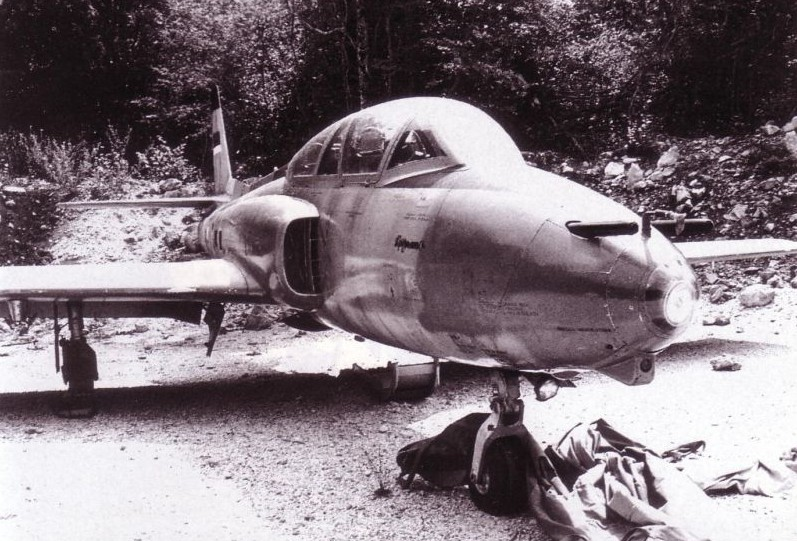
Krajina Airforce G-2 Galeb
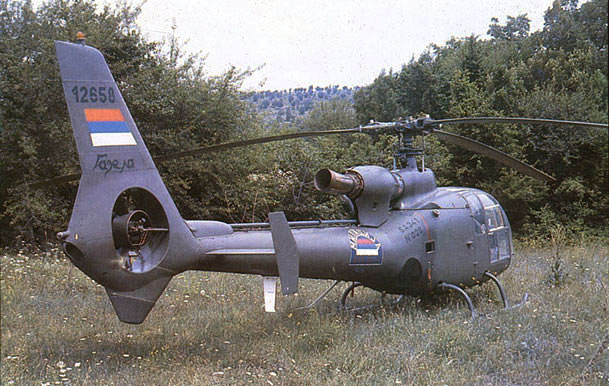
Krajina Airforce Aérospatiale Gazelle
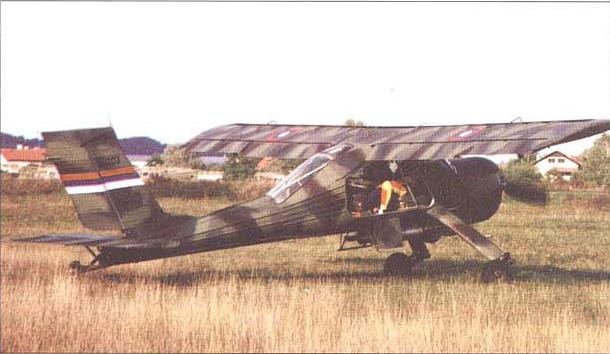
Krajina Airforce Utva 66
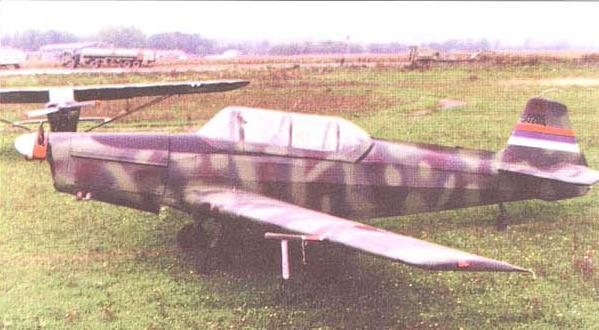
Krajina Airforce Zlin Z-526

## Crimes de guerra
Durante a Guerra da Independência da Croácia, vários massacres foram realizados pelo Exército Sérvio de Krajina . Em 2 e 3 de maio de 1995, sete civis foram mortos e muitos outros ficaram feridos nos ataques com foguetes em Zagreb.   
Os principais líderes do Exército Sérvio de Krajina, Milan Martić, Milan Babić e Goran Hadžić, foram indiciados e julgados pelo TPIJ por vários crimes de guerra e crimes contra a humanidade. Milan Martić foi condenado a 35 anos de prisão,   Milan Babić foi condenado a 13 anos,  enquanto Goran Hadžić morreu pouco depois do início do julgamento.   